# Lophoptera illucidana
Lophoptera illucidana là một loài bướm đêm trong họ Noctuidae.